# 루이즈 마를루
루이즈 마를루(Louise Marleau, 1944년 8월 26일~)는 캐나다의 배우이다.

## 영화
- 마이 에너미스(2015년)
- 인생의 필수품(2008년)
- 미팅(1989년)
- 잃어버린 육체(1988년)
- 안느 트리스테(1986년) - 엘릭스 역
- 호텔의 여인(1984년) - 에스텔 역
- 컨테미네이션(1980년) - Col. Stella Holmes 역
- 굿 리든스(1980년)
- 바람난 계집애들(1980년)